# 290181 Sigut
290181 Sigut è un asteroide della fascia principale. Scoperto nel 2005, presenta un'orbita caratterizzata da un semiasse maggiore pari a 2,7413495 au e da un'eccentricità di 0,2058382, inclinata di 6,71018° rispetto all'eclittica.